# Ricarda Bauernfeind
Ricarda Bauernfeind   (Ingolstadt, 1 d'abril de 2000) és una ciclista professional alemanya. Actualment corre per al Canyon-SRAM Racing, equip de l'UCI Women's World Tour. La seva victòria més destacada és la cinquena etapa del Tour de França de 2023.

## Biografia
Ricarda Bauernfeind va rebre la seva primera bicicleta de carreres quan tenia dotze anys. A partir d'aleshores, es va dedicar al ciclisme i al ballet; però finalment va decidir dedicar-se al ciclisme. Viu amb la seva família a Eichstätt i estudia per ser mestra a Múnic.
El 2022 va fitxar per l'equip de formació del Canyon-SRAM Racing, amb el qual va aconseguir la victòria al Visegrad 4 Ladies Race Slovakia i a la Grand Prix Cidade Pontevedra, a més d'imposar-se als campionats nacionals alemanys sub-23 de contrarellotge i de ruta i de quedar segona al campionat absolut alemany de ruta. També va aconseguir la tercera posició a la general i la primera en joves al Tour Femení Internacional dels Pirineus. La bona temporada li va comportar ser seleccionada per als mundials de ciclisme, disputats a Austràlia, tant en contrarellotge com en la cursa en línia. Va aconseguir la 18a i la 20a posició, respectivament.
El 2023 va passar a l'equip WorldTour del Canyon-SRAM i va aconseguir la victòria en la cinquena etapa del Tour de França, durant la qual també fou nomenada la ciclista més combativa.

## Palmarès de carretera
- 2022
  -  Campiona d'Europa de contrarellotge per equips sub-23
  -  Campiona d'Alemanya de carretera sub-23
  -  Campiona d'Alemanya de contrarellotge sub-23
  - Vencedora a la Visegrad 4 Ladies Race Eslovàquia
  - Vencedora al Gran Premi Cidade Pontevedra
- 2023
  - Vencedora d'una etapa del Tour de França

### Resultats a les Grans Voltes

#### Tour de França
- 2023: 9a posició. Guanyadora de la 5a etapa
- 2025: 32a posició

#### Volta a Espanya
- 2023: 5a posició
- 2024: 6a posició

## Palmarès en pista
- 2017
  -  Campiona d'Alemanya de persecució per equips júnior
- 2018
  -  Campiona d'Alemanya en americana júnior